# Щелкун неукрашенный
Щелкун неукрашенный (лат. Yukara inornata) — вид щелкунов из подсемейства Dendrometrinae.

## Распространение
Встречается в Японии, а на территории бывшего СССР водится в южной части Сахалина и на южных Курильских островах.

## Описание

### Проволочник
Проволочник достигает 14 мм в длину. Бугорки на килевидных боковых краях площадки каудального сегмента сильно заострённые на вершинах. Средний зубец назале значительно крупнее боковых.

## Экология
Проволочники водятся в почве и считаются вредителями.